# Bressolles (Ain)
Bressolles je francouzská obec v departementu Ain v regionu Auvergne-Rhône-Alpes. V roce 2011 zde žilo 742 obyvatel.

## Sousední obce
Balan, Béligneux, Bourg-Saint-Christophe, Dagneux, Faramans, Pizay

## Vývoj počtu obyvatel
Počet obyvatel 